# Klapperudstjärnen
Klapperudstjärnen är en sjö i Torsby kommun i Värmland och ingår i Göta älvs huvudavrinningsområde. Sjön är 5,2 meter djup, har en yta på 0,0907 kvadratkilometer och är belägen 111,2 meter över havet.

## Delavrinningsområde
Klapperudstjärnen ingår i det delavrinningsområde (667733-133711) som SMHI kallar för Utloppet av Velen. Medelhöjden är 153 meter över havet och ytan är 20,04 kvadratkilometer. Det finns inga avrinningsområden uppströms utan avrinningsområdet är högsta punkten. Trässbäcken som avvattnar avrinningsområdet har biflödesordning 4, vilket innebär att vattnet flödar genom totalt 4 vattendrag innan det når havet efter 369 kilometer. Avrinningsområdet består mestadels av skog (67 procent). Avrinningsområdet har 2,22 kvadratkilometer vattenytor vilket ger det en sjöprocent på 11,1 procent.